# Halterofília

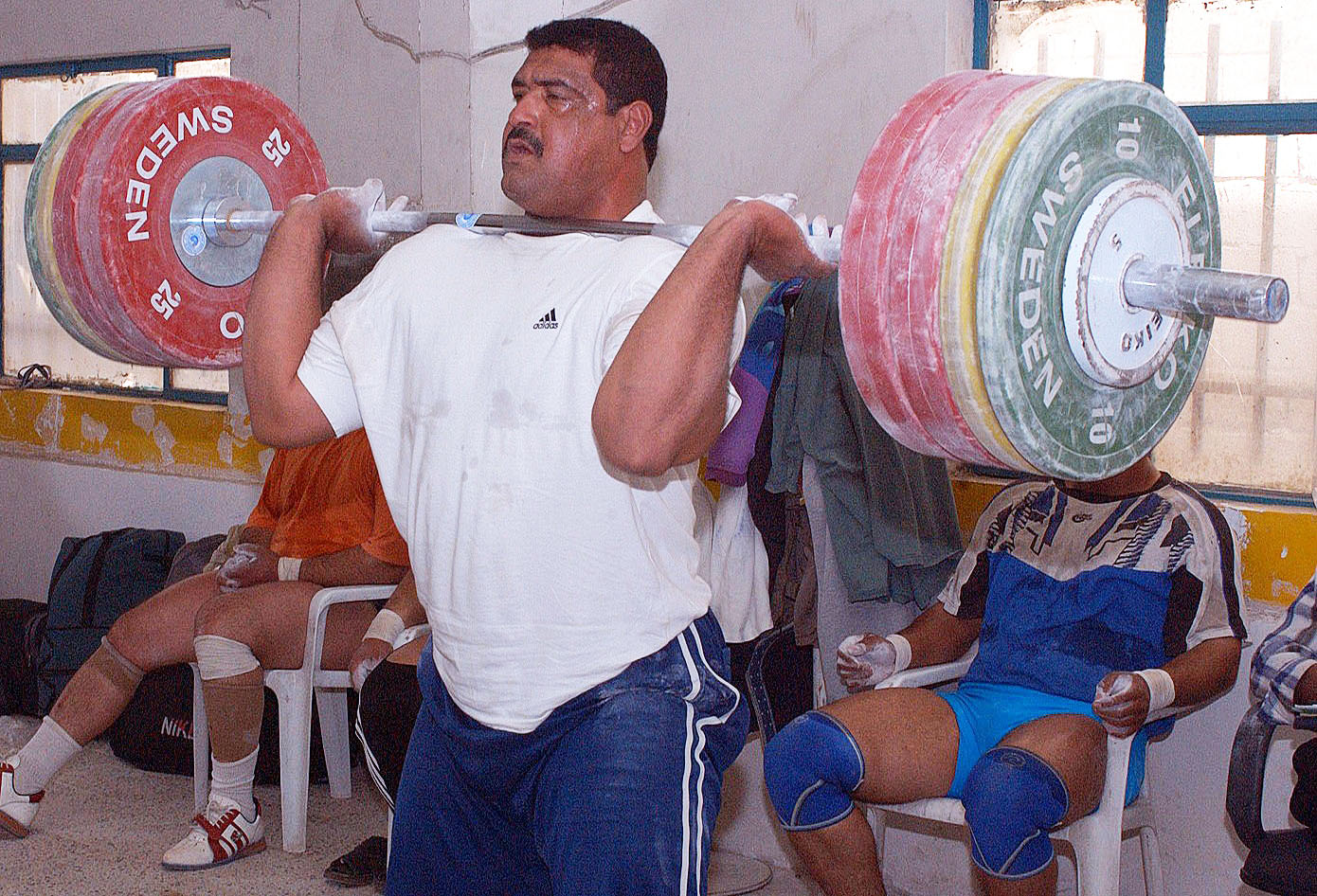
Un practicant de l'halterofília

L'halterofília o aixecament de pesos és un esport que consisteix a aixecar un halter de la tarima fins més amunt del cap.
Existeixen dues modalitats de competició: 
- Arrencada: En la primera, s'ha d'elevar, sense interrupció, la barra des del sòl fins a la total extensió dels braços sobre el cap.
- Dos temps: En la segona, s'ha d'aconseguir el mateix, però es permet una interrupció del moviment quan la barra es troba a l'altura dels muscles.

Es va desenvolupar a Europa durant el segle xix, tot i que té antecedents en èpoques anteriors. El 1905 es va fundar la Federació Internacional d'Halterofília, que regula aquest esport.
L'halterofília va formar part dels esports olímpics en els Jocs Olímpics d'Atenes 1896 i en els de Saint Louis 1904. Encara que va desaparèixer el 1908, es va reincorporar en els jocs d'Anvers 1920. La categoria femenina no va entrar al programa fins als Jocs Olímpics de Sydney 2000.
Se'l considera com el més genuí dels esports de força, però a més exigeix gran destresa i una actitud mental excepcional. L'aixecament de pesos o halterofília implica un entrenament a fons per aconseguir el desenvolupament de l'atleta sobre la plataforma, obligant tots els músculs del seu cos a fer una acció que supera àmpliament la suma dels recursos parcials de l'individu.

## Història
És especialment durant l'època de la creació dels esports moderns, al darrer quart del segle xix quan l'halterofília sorgeix. La primera escola d'aixecament de pesos es forma a Viena, sota la directriu de Wilhelm Türk, campió vienès. Türk introdueix l'entrenament organitzat per als joves austríacs l'any 1884. Els primers campionats d'halterofília se celebraren a Londres el 1891. La creixent popularització de l'esport (l'assoliment progressiu de rècords i la popularitat de Türk en guanyar el campionat, permeten al jove esport formar part del programa dels Jocs Olímpics d'Atenes 1896, encara que va desaparèixer el 1908 però es va reincorporar a Anvers, Bèlgica 1920.
L'halterofília, és probablement un dels esports més antics. Podem situar els seus orígens entorn de l'any 3600 aC a la Xina, allà els emperadors practicaven exercicis de força. També en la dinastia Zhou (1122 aC) els soldats, com a requisit imprescindible per formar part de l'exèrcit, havien d'aixecar una sèrie pesos. La majoria dels historiadors, apunten el lluitador grec Miló de Crotona com el pioner de l'aixecament de pesos. El segle vi aC a Grècia va ser conegut com l'Època de Força, l'aixecament de grans pedres va establir els bases de l'actual halterofília. AL segle xix, principalment a Europa central, hi havia el costum de realitzar exhibicions de força en tavernes, aixecant una barra de ferro amb enormes boles de metall en els extrems. Més tard va començar a realitzar-se amb caràcter amateur, organitzant competicions entre clubs. Dimitrios Tofol campió olímpic d'halterofília el 1906 per Grècia i un dels primers exponents d'aquest esport.
Al segle xix, l'halterofília era una dedicació gairebé exclusiva dels professionals del circ, com els germans Saxon. En les olimpíades modernes, celebrada a Atenes el 1896, l'halterofília va ser inclosa com esport olímpic. Va destacar l'anglès Launceston Elliot (1874-1930), que va aixecar amb una sola mà 71 kg. A París el 1900 no es va celebrar competició. Als Jocs Olímpics de Sant Louis 1904, el grec Periklís Kakusis va aconseguir aixecar 111,67 kg. Posteriorment es van succeir vuit anys sense aixecament, i va tornar a incloure's a Anvers el 1920.
Els participants ja es van dividir en categories segons el seu pes: ploma, lleuger, mitjà, semipesant i pesant. El 1928 a Amsterdam es van instituir tres modalitats: arrencada, desenvolupament i temps. Més tard a Múnic el 1972 es van introduir noves categories de pes, mosca i superpesant. Actualment es competeix en dues modalitats: arrencada i dos temps. Com que el 1987 es va celebrar el primer campionat d'halterofília femenina i el Comitè Olímpic Internacional va aprovar, el 1997 la participació de les dones en els Jocs Olímpics, les categories de pes van patir un nou canvi. Actualment es configura d'aquesta manera: vuit categories masculines i set femenines definides pel pes corporal. El 1905 es va fundar a París la Fédération Internationale Haltérophile et Culturiste (FIHC), una organització amateur el nom oficial en l'actualitat és International Weightlifting Federation (IWF) en la qual es van integrar inicialment catorze països, a partir d'aquesta data es van anar fundant federacions nacionals. Aquesta és l'entitat encarregada de controlar i regular totes les trobades internacionals d'aixecament de pesis a nivell mundial. A més, entre els seves atribucions hi ha la d'homologar els rècords.
Als campionats mundials, Jocs Olímpics, campionats continentals i jocs regionals, així com en tornejos internacionals, només podran utilitzar els sistemes de llums per jutges, les bàscules i els cronometradors aprovats per la IWF. Aquestes competicions s'organitzen sobre la base de dos moviments individuals –arrencada i dos temps– i amb deu categories de pes corporal. En la dècada del 1980 els aixecadors de la Unió Soviètica van dominar les competicions internacionals en la categoria de més de 110 kg, arribant i excedint els 210 kg en arrencada i els 265 kg en la modalitat de dos temps, amb un total de 465 kg. Fins al 1956 no es van reconèixer les proves d'aixecament de pesos amb una sola mà en competicions internacionals.

## Categories
Les categories sota les quals s'efectua la competició varien en funció de l'edat i el sexe dels competidors.
Per a edats júniors (dels 17 fins als 20 anys) i sèniors (majors de 20), les categories segons el pes corporal es distribueixen de la següent manera:
| Categoria | Masculina | Femenina |
| --------- | --------- | -------- |
| 1         | 55kg      | 45kg     |
| 2         | 61kg      | 49kg     |
| 3         | 67kg      | 55kg     |
| 4         | 73kg      | 59kg     |
| 5         | 81kg      | 64kg     |
| 6         | 89kg      | 71kg     |
| 7         | 96kg      | 76kg     |
| 8         | 102kg     | 81kg     |
| 9         | 109kg     | 87kg     |
| 10        | +109kg    | +87kg    |

Per a edats menors (fins als 17 anys), les categories es distribueixen de la següent manera:
| Categoria | Masculina | Femenina |
| --------- | --------- | -------- |
| 1         | 50        | 44       |
| 2         | 56        | 48       |
| 3         | 62        | 53       |
| 4         | 69        | 58       |
| 5         | 77        | 63       |
| 6         | 84        | 69       |
| 7         | 95        | 75       |
| 8         | +95       | +75      |

Fins al 2016 la categoria més gran femenina per a edats menors era +69kg, i per edats júniors i sèniors +75kg. El 2017, però, es van afegir a la normativa internacional les categories de 75kg i + 75kg per a les competicions fins als 17 anys, i les categories de 90kg i +90kg a les competicions júniors i absolutes.
- Nota: Les competicions masculines integren fins a 8 categories, enfront de les 7 de les competicions femenines.
- En competicions organitzades o sota les directrius de la Federació Internacional d'Halterofília (IWF), en les seves sigles en anglès.

## Materials
Per a la pràctica d'halterofília calen els accessoris específics següents:
- Barra d'acer: A la competició masculina, la barra pesa 20 kg i mesura 2.2 metres de llarg. A la femenina, la barra pesa 15 kg i fa 2.01 metres de llarg. En tots dos casos té un diàmetre de 28mm. Per facilitar l'adherència, tota la superfície de la barra està estriada, excepte en dues seccions llises, que són les que freguen les cuixes.
- Els discos de pesos: Cada pes, o disc, es diferencia per un color diferent. El vermell pesa 25 kg, el blau 20, el verd 10 (fins aquest tenen un diàmetre de 450 mm), el blanc 5, i els fraccionals derivats del discos normals: 2.5, 2, 1.5, 1 i 0.5 kg. Uns números a banda i banda dels discos indiquen el pes, i els discos més pesats sempre es col·loquen a l'interior de la barra, excepte els fraccionals de 2 kg o menys, els quals van fora de les tanques.
- Les tanques de subjecció dels discos, que pesen 2,5 kg cadascun.
- Una tarima; les d'escalfament són de 3 x 2.5 m i les de competició 4 x 4 metres, i estàn compostes d'un taulell de fusta central rodejat de teules de cautxú o goma
- Pels entrenaments, suports per fer sentadetes o squats i blocs per fer moviments tant en déficit com en posicions elevades.